# Xian de Le'an
Le xian de Le'an (chinois : 乐安县 ; pinyin : lè'ān xiàn) est un district administratif de la province du Jiangxi en Chine. Il est placé sous la juridiction de la ville-préfecture de Fuzhou.

## Démographie
La population du district était de 335 878 habitants en 1999.